# Юніорська збірна Гонконгу з хокею із шайбою
Юніорська збірна Гонконгу з хокею із шайбою  — національна юніорська команда Гонконгу, що представляє країну на міжнародних змаганнях з хокею із шайбою. Опікується командою Хокейна асоціація Гонконгу, команда брала участь у чемпіонаті світу з хокею із шайбою серед юніорських команд.

## Історія
Збірна Гонконгу дебютувала на Азійському Кубку Виклику з хокею із шайбою 2012 року серед юніорів у Абу-Дабі столиці ОАЕ. Через проблеми гравців збірної команди з Гонконгу були зараховані поразки у всіх матчах з рахунком 0:5, а результати матчів на турнірі вважалися як товариські. Найбільша перемога була здобута у матчі над збірною Малайзії 26:0.

## Виступи на міжнародних турнірах
- Кубок виклику Азії (юніори) — 2012  — 5 місце (дискваліфікація).

### Чемпіонати світу
- 2014 — 3 місце Дивізіон ІІІ, Група В
- 2015 — 3 місце Дивізіон ІІІ, Група В
- 2016 — 3 місце Дивізіон ІІІ, Група В
- 2017 — 2 місце Дивізіон ІІІ, Група В
- 2018 — 2 місце Дивізіон ІІІ, Група В
- 2019 — 2 місце Дивізіон ІІІ, Група В
- 2022 — відмовились від участі через пандемію COVID-19[6]
- 2023 — 2 місце Дивізіон ІІІ, Група В
- 2024 — 1 місце Дивізіон ІІІ, Група В
- 2025 — 4 місце Дивізіон ІІІ, Група А